# 가와구치정 (사이타마현)
가와구치정(川口町)은 사이타마현 기타아다치군에 존재했던 정이다. 현재의 가와구치시 남서부에 해당한다.
현재의 가와구치시는 1933년(쇼와 8년)에 신설 합병으로 탄생한 것으로, 가와구치정과는 별개의 자치단체다.

## 역사
- 1889년 4월 1일 - 정촌제 시행에 의해 가와구치정이 단독으로 정을 시행하였다.
- 1933년 4월 1일 - 요코조네촌, 아오키촌, 미나미히라야나기촌과 합병해 가와구치시가 성립하여, 동일 가와구치정이 폐지되었다.

## 참고문헌
- 角川日本地名大辞典 11 埼玉県